# Dacoderus laevipennis
Dacoderus laevipennis är en skalbaggsart som beskrevs av Horn 1893. Dacoderus laevipennis ingår i släktet Dacoderus och familjen trädbasbaggar. Inga underarter finns listade i Catalogue of Life.